# Glasøje
Glasøje er øjenprotese, ofte af glas, der bæres af kosmetiske hensyn af personer, der mangler et øje. Protesen er formet som en skål, der anbringes under øjenlågene.
De tidligste glasøjne kendes fra Venedig i 1500-tallet. I Danmark er behovet for glasøjne siden midten af 1800-tallet blevet dækket af omrejsende specialister, særligt fra Tyskland, der fremstiller eller tilpasser produktet i klientens nærvær. Ofte med så livagtigt resultat, at det er svært at se, at der ikke er tale om et rigtigt øje. Protesen skal med års mellemrum skiftes pga. forandringer i øjenhulen og slid på glasøjet.

## Kendte personer med glasøje
- Christian Agerskov, dansk ingeniør
- Sammy Davis Jr., amerikansk sanger
- Peter Falk, amerikansk skuespiller
- Søren Pind, dansk minister
- Troels Lund Poulsen, dansk forsvarsminister

- Wikimedia Commons har flere filer relateret til Glasøje